# Treska

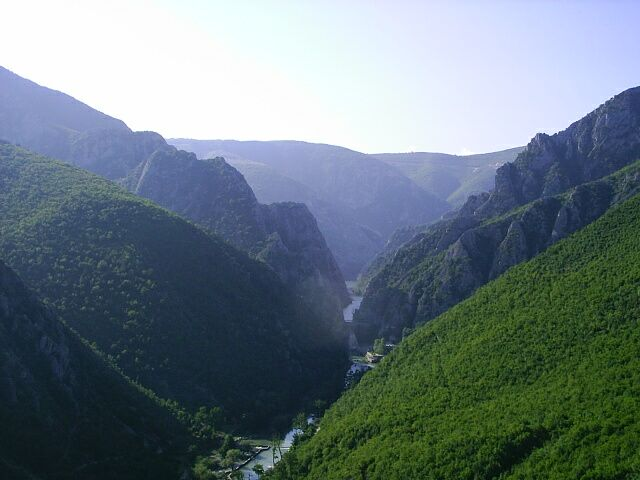
De Treska

De rivier de Treska loopt door het westen van het land Noord-Macedonië. Deze rivier ontspringt in bergen rond de Stogovo. Na 132 km, in de plaats Gorče Petrov vlak bij de hoofdstad Skopje, mondt de Treska uit in de Vardar. Onderweg passeert de rivier twee dammen, de Kozjakdam uit 2004 en de Matkadam uit 1937. Vlak voor de Matkadam loopt de rivier door de Matkakloof en het Matkameer.
- Bibliothèque nationale de France: cb169674059 (data)
- Système universitaire de documentation: 191621064
- Virtual International Authority File: 78148570505324310755